# Франк Венеке
Франк Венеке (нім. Frank Wieneke; нар. 31 січня 1962, Ганновер, ФРН) — німецький дзюдоїст, олімпійський чемпіон 1984 року, срібний призер Олімпійських ігор 1988 року, чемпіон Європи.

## Виступи на Олімпіадах
| Олімпіада         | Дисципліна | Місце |
| ----------------- | ---------- | ----- |
| Лос-Анджелес 1984 | до 78 кг   | 1     |
| Сеул 1988         | до 78 кг   | 2     |